# Paradirphia
Paradirphia is een geslacht van vlinders van de familie nachtpauwogen (Saturniidae), uit de onderfamilie Hemileucinae.

## Soorten
- P. andicola Lemaire, 2002
- P. antonia (Dognin, 1911)
- P. boudinoti Lemaire & Wolfe, 1990
- P. citrina (Druce, 1886)
- P. coprea (Draudt, 1930)
- P. estivalisae Guerrero & Passola, 2003
- P. fumosa (R. Felder & Rogenhofer, 1874)
- P. geneforti (Bouvier, 1923)
- P. hoegei (Druce, 1886)
- P. ibarai Balcazar, 1999
- P. lasiocampina (R. Felder & Rogenhofer, 1874)
- P. manes (Druce, 1897)
- P. oblita (Lemaire, 1976)
- P. rectilineata Wolfe, 1994
- P. semirosea (Walker, 1855)
- P. torva (Weymer, 1907)
- P. valverdei Lemaire & Wolfe, 1990
- P. winifredae Lemaire & Wolfe, 1990